# Ancylolomia pectinifera
Ancylolomia pectinifera is een vlinder uit de familie grasmotten (Crambidae). De wetenschappelijke naam van deze soort is voor het eerst geldig gepubliceerd in 1910 door George Francis Hampson.
De soort komt voor in het Afrotropisch gebied.